# Пуятс, Паул
Паул Пуятс (латыш. Pauls Pujāts; род. 6 августа 1991, Рига) — латвийский легкоатлет, специалист по прыжкам с шестом. Выступал за сборную Латвии по лёгкой атлетике в 2010-х годах, победитель и призёр первенств национального значения, участник летних Олимпийских игр в Рио-де-Жанейро.

## Биография
Паул Пуятс родился 6 августа 1991 года в Риге.
Впервые заявил о себе в лёгкой атлетике в сезоне 2008 года, когда на чемпионате Латвии в Валмиере в прыжках с шестом показал результат 4,60 метра и выиграл бронзовую медаль.
На чемпионате Латвии в Вентспилсе стал серебряным призёром, уступив только Мареку Аренту.
В 2010 году на чемпионате Латвии в Екабпилсе с результатом 5,20 метра превзошёл всех соперников и завоевал золотую медаль. Попав в состав латвийской национальной сборной, выступил на юниорском мировом первенстве в Монктоне — прыгнул здесь на 5,10 метра, расположившись в итоговом протоколе соревнований на шестой строке.
В 2011 году занял девятое место на молодёжном европейском первенстве в Остраве (5,30). Будучи студентом, представлял Латвию на Универсиаде в Шэньчжэне, но провалил здесь все три попытки на 5,20 метра, не показав никакого результата.
На чемпионате Европы 2012 года в Хельсинки безрезультатно пытался взять высоту в 5,10 метра.
В 2013 году отметился выступлением на молодёжном европейском первенстве в Тампере (5,20).
В 2014 году стартовал на чемпионате Европы в Цюрихе, провалил все три попытки на 5,30 метра.
Помимо выступлений за сборную Латвии, в 2012—2015 годах Пуятс обучался в США в Мемфисском университете, неоднократно принимал участие в различных студенческих соревнованиях в составе университетской команды «Мемфис Тайгерс». Так, в 2015 году с результатом 5,55 метра он стал вторым в первом дивизионе чемпионата Национальной ассоциации студенческого спорта, пропустив вперёд только канадца Шона Барбера.
Выполнив олимпийский квалификационный норматив, удостоился права защищать честь страны на летних Олимпийских играх 2016 года в Рио-де-Жанейро — в программе прыжков с шестом на предварительном квалификационном этапе установил свой личный рекорд 5,60 метра, но в финале не смог взять планку в 5,50 метра.
После Олимпиады в Рио Пуятс оставался действующим спортсменом вплоть до 2019 года, хотя в последнее время уже не показывал сколько-нибудь значимых результатов на международной арене.